# 신국제백과사전
신국제백과사전(New International Encyclopedia) 또는 신 국제 사전은 1902년 도드 미드(Dodd, Mead & Co.)에서 처음 출판된 미국의 백과사전이다. 이 백과사전은 인터내셔널 사이클로피디아(International Cyclopaedia, 1884)에서 파생되었으며 1906년, 1914년, 1926년에 업데이트되었다.

## 역사

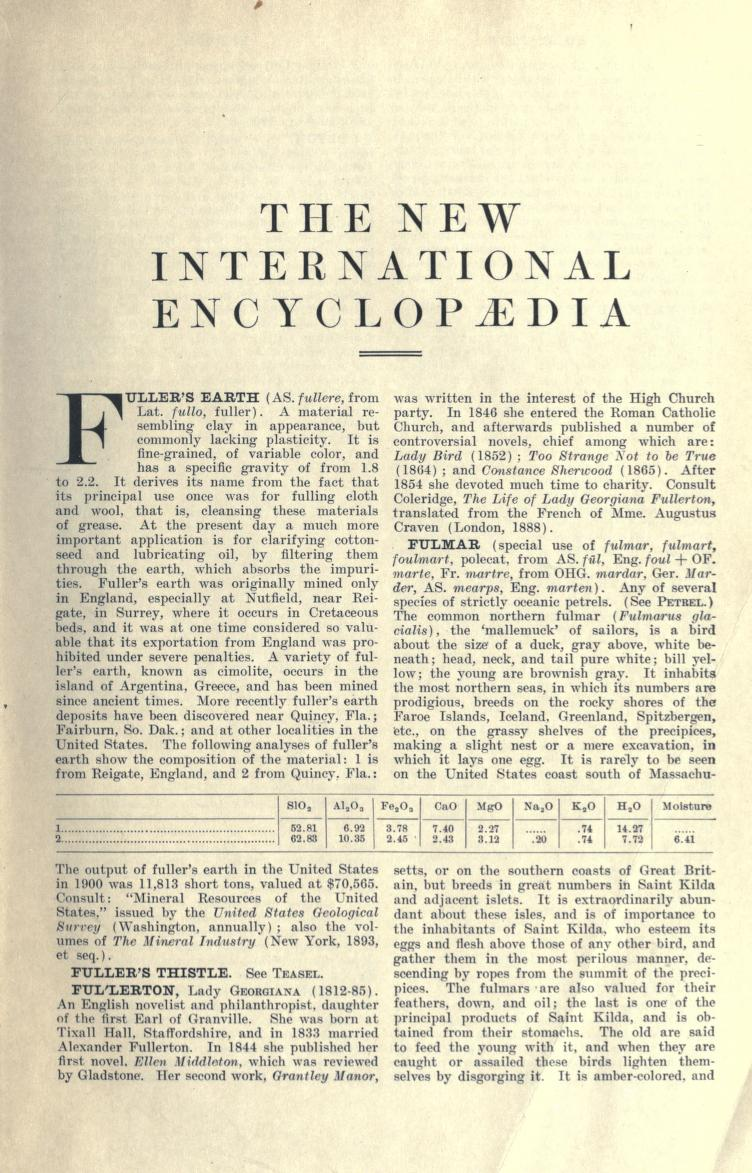
제1판 제8권

신국제백과사전은 국제백과사전(1884)의 후속편이다. 처음에 인터내셔널 사이클로피디아(The International Cyclopaedia)는 주로 알덴(Alden)의 라이브러리 오브 유니버설 놀리지(Library of Universal Knowledge)를 재인쇄한 것이었고, 그 자체는 영국의 챔버스 백과사전을 재인쇄한 것이었다. 1902년에 편집자 해리 서스턴 펙, 대니얼 코잇 길먼 및 프랭크 무어 콜비가 참여하여 제목을 신국제백과사전(The New International Encyclopedia)으로 변경했다.
이 백과사전은 인기를 끌었고 1904년, 1905년, 1907년(수정 및 20권으로 증보), 1909년, 1911년에 재인쇄되었다. 제2판은 1914년부터 1917년까지 24권으로 발행되었다. 펙과 길먼이 사망하면서 콜비는 새로운 편집자 탤콧 윌리엄스(Talcott Williams(와 합류했다. 이번 판은 새로운 유형에서 편찬되어 철저하게 개정되었다.
세 번째 판은 1923년에 출판되었지만 이는 대부분 이전에 독서 및 학습 안내서였던 24권의 제1차 세계 대전 역사를 추가한 재인쇄였다. 2권짜리 보충판이 1925년에 출판되었으며 1927년 재판본에 포함되어 25권으로 구성되었다. 1930년에는 또 다른 재인쇄본과 함께 2권짜리 추가 보충판이 나왔다.
1935년 최종판은 펑크 앤 와그널스(Funk & Wagnalls)에서 출판되었다. 이 버전에는 허버트 트레드웰 웨이드가 작성한 또 다른 업데이트된 보충 자료가 포함되어 있다. 신국제사전의 일부 자료는 펑크 앤 와그널스 표준 백과사전(Funk & Wagnalls Standard Encyclopaedia)과 같은 펑크 및 와그널스가 출판하는 향후 책에 통합된다.
1926년 자료는 매사추세츠 주 케임브리지에서 예일 대학교 출판부(Yale University Press)에 의해 인쇄되었다. 표지는 케임브리지의 보스턴 북바운드 컴퍼니(Boston Bookbound Company)가 제작했다. 23권을 포함하는 13권의 책이 백과사전을 구성하며, 23권 이후에 보충 자료가 포함되어 있다. 각 책은 약 1600페이지로 구성되어 있다.
당시의 다른 백과사전과 마찬가지로 신국제백과사전에는 1908년부터 매년 부록인 더 뉴 인터내셔널 이어북(The New International Yearbook)이 있었다. 백과사전 자체와 마찬가지로 이 출판물도 1931년 펑크 앤 와그널스에 판매되었다. 프랭크 무어 콜비가 1925년 사망할 때, 그리고 웨이드에 의해 까지 편집했다. 1937년 프랭크 호레이스 비제텔리(Frank Horace Vizetelly)가 편집자가 되었다. 연감은 1966년까지 상위 백과사전보다 오래 지속되었다.
500명 이상의 남성과 여성이 신국제백과사전에 포함된 정보를 제출하고 작성했다.